# Palimna rondoni
Palimna rondoni är en skalbaggsart som beskrevs av Stefan von Breuning 1963. Palimna rondoni ingår i släktet Palimna och familjen långhorningar.
Artens utbredningsområde är Laos. Inga underarter finns listade i Catalogue of Life.